# Loïs Lane
Loïs Lane is een Nederlandse band rond de zussen Suzanne en Monique Klemann. In de Verenigde Staten is de band, om juridische redenen, bekend onder de naam Lois L.

## Geschiedenis

### Beginjaren
Loïs Lane werd in 1984 door Monique, haar toenmalige vriend Tijn Touber en door Evert Abbing opgericht. De band is genoemd naar de stripfiguur Lois Lane, de vriendin van Superman. De oorspronkelijke achtergrondzangeres Angela verliet in 1985 de band en werd vervangen door Moniques oudere zus Suzanne. In 1987 werd de band finalist in de Grote Prijs van Nederland en werd hen een platencontract aangeboden bij WEA. De debuutsingle Break it up verscheen eind lente 1987 en kreeg een hoop aandacht van de Nederlandse media. De single bleef echter steken in de tipparade. 

### Doorbraak
In het voorjaar van 1988 zongen de dames de titelsong Amsterdamned voor de gelijknamige speelfilm Amsterdamned. Kort na de uitgave van de single werd de gehele Nederlandse tak van WEA opgeheven en stond de band zonder contract weer op straat. In eigen beheer lanceerden ze vervolgens de single My best friend die een bescheiden hit werd. De grote doorbraak kwam met het nummer It's the first time van hun debuutalbum Loïs Lane dat bij Polydor Music werd uitgebracht. Ondanks het feit dat hun debuut een mini-album is, verkocht het goed en werd het met platina onderscheiden. It's the first time behaalde in het voorjaar van 1989 in Nederland op Radio 3 een top 10 notering in zowel de Nederlandse Top 40 als de Nationale Hitparade Top 100 en wordt nog steeds gezien als de grootste Loïs Lane-hit. De band ontving in 1989 tevens uit handen van Conamus een Zilveren Harp. Tussen alle promotiewerkzaamheden door werd gewerkt aan nieuwe nummers, waarvan een aantal op het tweede album Fortune fairytales uit 1990 verschijnen. De singles Fortune fairytales en I wanna be werden grote hits en het album verkocht prima.

### Samenwerking met Prince
Hierna toonde niemand minder dan Prince belangstelling voor de band, die de videoclip van I wanna be voorbij zag komen op MTV. Hij vroeg de band het voorprogramma te verzorgen van zijn Europese tournee in 1990. De optredens hadden succes maar kostten de groep een vermogen aan investeringen. Hierna stelde Prince voor het gehele nieuwe album van de band te produceren. De zusjes Klemann waren echter bang hun identiteit te verliezen als ze hiermee instemden en dus werd het derde album Precious uit 1992 een mengelmoes van eigen werk en de door Prince geproduceerde tracks. De singles Sex en Qualified gingen gepaard met gelikte videoclips en gaven de zusjes Klemann matige bekendheid in de Verenigde Staten waar hun muziek wordt uitgebracht onder de naam Lois L. Een echte grote internationale doorbraak bleef echter uit. Ook viel de verkoop van het nieuwe album in Nederland tegen. Het avontuur eindigde met een wat zure nasmaak voor de band.

### Verdere ontwikkelingen
In 1993 verscheen het live-album Live at the arena, dat qua verkoopcijfers teleurstelde. Intussen neigde de halve band mee te gaan in de R&B-stroom die in Nederland op dat moment lichtelijk begon door te breken. De zussen Klemann hadden hier echter geen gevoel bij en kozen ervoor om met een andere samenstelling te gaan spelen en kozen een nieuwe producer voor een nieuw album. In Bart van Poppel vond Monique Klemann (in feite het brein achter Loïs Lane en verantwoordelijk voor veel songscredits) een ideale werkpartner. De band tekende een nieuwe deal bij CNR Music en in 1995 werd het nieuwe album uitgebracht onder de titel Fireflight wat een mix is van soul, rock en disco. Met de leadsingle Tonight behaalde de band in Nederland weer de top 10 in zowel de Nederlandse Top 40 als de destijds nieuwe publieke hitlijst op Radio 3, de Mega Top 50 en het album werd goed ontvangen door het publiek. De daaropvolgende singles Hand en Something about her evenaarden het succes van Tonight echter niet. 
In 1996 had de band rustpauze omdat Monique in verwachting was van een dochter. Vader is Jeroen den Hengst, die tevens in Loïs Lane speelt. Om de stilte te overbruggen bracht de groep het mini-album Covers uit. Hierop coverde de groep, al dan niet met vrienden en bekenden, acht nummers van anderen. Eind dat jaar verscheen het verzamelalbum Hit singles 86/96. De nieuwe single Simply beautiful (geproduceerd door Fluitsma & Van Tijn) werd een bescheiden hitje. In 1997 schreef de band de titelsong voor het televisieprogramma Combat en had er een bescheiden succes mee. Vervolgens volgde in het kader van de Marlboro Flashbacks een tournee met nummers van ABBA.
Voor het album Hear me out uit 2000 werd producer Andy Wright (o.a. Eurythmics en Simply Red) ingeschakeld. De zusjes Klemann namen de plaat grotendeels in Engeland op. De cd wist geen hoge ogen te gooien in de hitlijsten en ook de singles flopten. In 2002 verscheen de single When I'm with you, waarmee een kleine hit werd behaald.

### Monique Klemann solo
In 2005 speelde Monique de rol van Lynn Bloem in de misdaadserie Parels & Zwijnen op de commerciële zender Talpa. Lynn Bloem is eigenaresse van een nachtclub waar ze zelf ook optreedt met zwoel jazzy repertoire. De rol in Parels & Zwijnen leidde tot On patrol, het eerste soloalbum van Klemann dat in september 2006 verscheen. De plaat bevatte een mix van pop en jazz met standards als In the land of make believe en The Look Of Love van Burt Bacharach, Cry me a River van Arthur Hamilton en Lonely town van Leonard Bernstein, aangevuld met nummers die speciaal voor de televisieserie zijn gecomponeerd waaronder het door Klemann zelf geschreven Don't speak. Het titelnummer van de plaat is geschreven door haar partner Jeroen den Hengst die ook verantwoordelijk is voor de productie. De zangeres gaat met de liedjes ook het podium op, te beginnen in de Amsterdamse nachtclub The Sugar Factory.

### Latere activiteiten
In 2005 werd ter gelegenheid van het twintigjarig bestaan van de band een reeks concerten gegeven. Vanaf het eerste concert in januari was de tournee 20 jaar Loïs Lane een succes. Versneden met videoclips, interviews, tv- en backstagebeelden werd de liveregistratie op dvd gezet en deze kwam uit in 2006. Om het overzicht compleet te maken, werden ook alle 15 videoclips gebundeld op een bonus-dvd. Eind 2007 verscheen een kerstsingle: Christmas letter from a soldiers wife. In 2012 deed de band mee met het muziekprogramma The Winner Is. In oktober 2013 kwam het album As one uit. Daarop is ook Merel, dochter van Monique, te horen. In najaar van 2021 vierde de groep het 35-jarig jubileum van Loïs Lane met een clubtour. Ook werden er rond diezelfde periode nieuwe versie van de hits It's the first time en Qualified op single uitgebracht en ging de groep mee op een tournee van de Nederpop All Stars. In 2025 viert Loïs Lane het 40-jarig jubileum met een concert in Paradiso, Amsterdam en nieuwe muziek zoals de single How I wish.

## Discografie

### Albums
| Album met eventuele hitnotering(en) in de Nederlandse Album Top 100 | Datum van verschijnen | Datum van binnenkomst | Hoogste positie | Aantal weken | Opmerkingen                      |
| ------------------------------------------------------------------- | --------------------- | --------------------- | --------------- | ------------ | -------------------------------- |
| Loïs Lane                                                           | 1989                  | 13-5-1989             | 1               | 26           | Heruitgave in 1990, nr. 68, 7 wk |
| Fortune fairytales                                                  | 1990                  | 14-4-1990             | 4               | 26           |                                  |
| Precious                                                            | 1992                  | 20-6-1992             | 14              | 13           |                                  |
| Live at the arena                                                   | 1993                  | 13-11-1993            | 59              | 5            |                                  |
| Fireflight                                                          | 1995                  | 29-7-1995             | 14              | 17           |                                  |
| Covers                                                              | 1996                  | 22-6-1996             | 52              | 8            |                                  |
| Hit singles 86/96                                                   | 1996                  | 19-10-1996            | 31              | 21           |                                  |
| Hear me out                                                         | 2000                  |                       | -               |              |                                  |
| As one                                                              | 2013                  | 02-11-2013            | 30              | 1            |                                  |

### Singles
| Single met eventuele hitnotering(en) in de Nederlandse Top 40 | Datum van verschijnen | Datum van binnenkomst | Hoogste positie | Aantal weken | Opmerkingen                                                         |
| ------------------------------------------------------------- | --------------------- | --------------------- | --------------- | ------------ | ------------------------------------------------------------------- |
| Break It Up                                                   | 1987                  | 20-06-1987            | tip16           | -            | #63 in de Nationale Hitparade Top 100                               |
| Amsterdamned                                                  | 1988                  | 02-04-1988            | 33              | 3            | #31 in de Nationale Hitparade Top 100                               |
| My Best Friend                                                | 1988                  | 21-01-1989            | 32              | 5            | #37 in de Nationale Hitparade Top 100                               |
| It's the First Time                                           | 1989                  | 27-05-1989            | 7               | 13           | #9 in de Nationale Hitparade Top 100                                |
| Fortune Fairytales                                            | 1990                  | 17-03-1990            | 6               | 8            | #7 in de Nationale Top 100                                          |
| I Wanna Be                                                    | 1990                  | 23-06-1990            | 15              | 6            | #20 in de Nationale Top 100 / TROS Paradeplaat Radio 3              |
| This Must Be Love                                             | 1990                  | 03-11-1990            | tip7            | -            | #45 in de Nationale Top 100                                         |
| Qualified                                                     | 1992                  | 23-05-1992            | 8               | 8            | #14 in de Nationale Top 100                                         |
| Crying                                                        | 1992                  | 03-10-1992            | tip8            | -            | #45 in de Nationale Top 100                                         |
| Sex                                                           | 1993                  | 06-03-1993            | tip10           | -            | #48 in de Mega Top 50                                               |
| Hand                                                          | 1995                  | 23-09-1995            | tip12           | -            |                                                                     |
| Tonight                                                       | 1995                  | 29-07-1995            | 9               | 8            | #11 in de Mega Top 50                                               |
| Simply Beautiful                                              | 1996                  | 23-11-1996            | tip12           | -            | #50 in de Mega Top 50                                               |
| Combat                                                        | 1998                  | 18-04-1998            | tip4            | -            | #52 in de Mega Top 100                                              |
| Now That You've Gone                                          | 2000                  | -                     |                 |              | #85 in de Mega Top 100                                              |
| When I'm With You                                             | 2002                  | 21-12-2002            | 39              | 2            | #36 in de Mega Top 100                                              |
| Kerstmis vier je samen                                        | 2014                  | 13-12-2014            | tip25           | -            | als onderdeel van Eenmaal Voor Allen / #68 in de B2B Single Top 100 |

| Single met hitnotering(en) in de Vlaamse Ultratop 50 | Datum van verschijnen | Datum van binnenkomst | Hoogste positie | Aantal weken | Opmerkingen |
| ---------------------------------------------------- | --------------------- | --------------------- | --------------- | ------------ | ----------- |
| It's the First Time                                  | 1989                  | 22-07-1989            | 30              | 5            |             |
| Fortune Fairytales                                   | 1990                  | 21-04-1990            | 35              | 4            |             |

### Dvd's
| Dvd's met hitnoteringen in de Nederlandse Music Top 30 | Datum van verschijnen | Datum van binnenkomst | Hoogste positie | Aantal weken | Opmerkingen |
| ------------------------------------------------------ | --------------------- | --------------------- | --------------- | ------------ | ----------- |
| 20 years Loïs Lane                                     | 2006                  | 23-12-2006            | 29              | 1            |             |